# Goran Karan
Goran Karan (en serbio Горан Каран) es un cantante croata de Split. Nació el 2 de abril de 1964 en Belgrado,  
Es popularmente conocido por su timbre de voz de tenor. Su música recibe influencias de la cultura popular dálmata.
En 2000, después de ganar el concurso nacional, representó a Croacia en el Festival de Eurovisión con la canción ""Kada zaspu andeli" con la que finalizó en el 9° puesto con 70 puntos.

## Discografía
- Kao da te ne volim (1999)
- Vagabundo (2000)
- Ahoj! (2003)
- Od srca do usana (2005)
- Zlatna kolekcija (2005)
- Dite Ljubavi (2008)